# Comuna de Nowa Karczma
Nowa Karczma (polaco: Gmina Nowa Karczma) é uma gminy (comuna) na Polónia, na voivodia de Pomerânia e no condado de Kościerski. A sede do condado é a cidade de Nowa Karczma.
De acordo com os censos de 2004, a comuna tem 6163 habitantes, com uma densidade 54,4 hab/km².

## Área
Estende-se por uma área de 113,33 km², incluindo:
- área agricola: 69%
- área florestal: 18%

## Demografia
Dados de 30 de Junho 2004:
|                      | Total   | Total | Mulheres | Mulheres | Homens  | Homens |
| -------------------- | ------- | ----- | -------- | -------- | ------- | ------ |
|                      | pessoas | %     | pessoas  | %        | pessoas | %      |
| População            | 6 163   | 100   | 3 121    | 50,6     | 3 042   | 49,4   |
| Densidade (pop./km²) | 54,4    | 100   | 27,5     | 27,5     | 26,8    | 26,8   |

De acordo com dados de 2005, o rendimento médio per capita ascendia a 1889,49 zł.

## Comunas vizinhas
- Kościerzyna, Liniewo, Przywidz, Somonino, Skarszewy